# Нгоронгоро (окръг)
Окръг Нгоронгоро (на суахили Wilaya ya Ngorongoro) е един от седемте окръга на област Аруша в Танзания. Районът граничи на север с Кения, на изток с области Маняра и Килиманджаро. Западната граница е с окръг Серенгети, където се намира и известния парк. 
Столицата е град Лолиондо.
В окръг Нгоронгоро се намира кратерът Нгоронгоро и е кръстен на него. Площта му е 14 036 квадратни километра. В окръга се намира защитената зона Нгоронгоро, която е включена в списъка на световното културно наследство на ЮНЕСКО. В окръга се намира и третата по височина планина в страната - Лулмаласин. Според Националното преброяване на населението на Танзания от 2022 г. населението на окръга до 273 549 души.